# Biclavula
Biclavula es un género de dipluro en la familia Projapygidae.

## Especies
- Biclavula wygodzinskyi San Martín, 1963